# Formiche di Capraia
Le Formiche di Capraia sono un gruppo di isolotti minori e di scogli affioranti al largo della costa settentrionale dell'isola di Capraia, nel territorio comunale di Capraia Isola, di fronte al promontorio di Punta della Teglia. Sono situate nelle acque del Canale di Corsica e rientrano nel parco nazionale dell'Arcipelago Toscano.
Sui fondali nei pressi delle formiche si trova un relitto risalente ad oltre duemila anni fa.